# اربن معاصر
اربن معاصر (انگلیسی: Urban contemporary)، که همچنین به‌عنوان هیپ هاپ، اربن پاپ یا به‌سادگی اربن شناخته می‌شود، یک موسیقی با فرمت رادیویی است. این اصطلاح توسط دی‌جی رادیوی نیویورک فرانکی کراکر در اوایل تا اواسط دههٔ ۱۹۷۰ به‌عنوان مترادفی برای موسیقی سیاهپوستان ایجاد شد. ایستگاه رادیوی معاصر اربن شامل یک پلی‌لیست ساخته‌شده کاملاً از سبک‌هایی مانند آراندبی، پاپ-رپ، کوایت استورم، اربن معاصر بزرگسالان، هیپ هاپ، موسیقی لاتین مانند لاتین پاپ، چیکانو آرندبی و چیکانو رپ، و موسیقی کارائیب مانند رگی و سوکا است. اربن معاصر از طریق ویژگی‌های سبک‌هایی مانند آراندبی و سول گسترش یافت.